# Parafia Dziesięciu Tysięcy Męczenników w Niepołomicach
Parafia Dziesięciu Tysięcy Męczenników w Niepołomicach – parafia należąca do dekanatu Niepołomice archidiecezji krakowskiej w Niepołomicach przy ulicy Pięknej. 

## Historia parafii
Została utworzona w 1358 roku. 
Kościół parafialny, w stylu gotyckim, wybudowany w 1350-1358.
Kościół pw. Dziesięciu Tysięcy Męczenników nawiązuje swą nazwą do dnia 22 czerwca 1349 r., kiedy wojska dowodzone przez Kazimierza Wielkiego odniosły zwycięstwo podczas walk na Rusi. Tego dnia Kościół obchodzi święto upamiętniające męczeństwo chrześcijan na stokach góry Ararat, w II w. n.e. Świątynia została wzniesiona i jako wotum za zwycięstwo, i jako kościół dla późniejszego monarchy. Konsekrowany w 1358 r., otrzymał relikwie kilku świętych i bogate uposażenie.